# Förbundet Sveriges Småbrukare
Förbundet Sveriges Småbrukare (FSS) är ett förbund för lantbrukare som växte fram ur Småbrukare i Väst, och bildades 1984 och hade 2006 cirka 6 500 medlemmar.
Initiativet till bildandet hade föregåtts av ett stort missnöje med Lantbrukarnas Riksförbund. Orsaken var framförallt vad man ansåg vara LRF:s ensidiga gynnande av de stora slättjordbruken. Föreningen är öppen också för dem som inte driver jordbruk men som delar dess värderingar. Förbundet utger tidskriften Småbrukaren i vilken man ger uttryck för sina uppfattningar för en bevarad glesbygd, för svenskt utträde ur EU, mot användning av GMO-grödor och djurfabriker. FSS är medlem av Brukshästorganisationernas Samarbetskommitté (Brunte). 